# ۵۰ قدم آخر
۵۰ قدم آخر فیلمی ایرانی به کارگردانی کیومرث پوراحمد و محصول سال ۱۳۹۲ است.
فیلمنامه این فیلم توسط پوراحمد با مشاوره حبیب احمدزاده به نگارش درآمده‌است. پروانه ساخت این پروژه به تهیه‌کنندگی سعید سعدی از سوی اداره نظارت و ارزشیابی وزارت ارشاد صادر شد. بیشتر فیلمبرداری «۵۰ قدم آخر» در نجف آباد انجام و برای برخی صحنه‌ها نیز دکور زده شده‌است.

## داستان
این فیلم سینمایی سرگذشت واقعی یکی از نیروهای اطلاعات لشکر زرهی نجف اشرف در عملیات والفجر ۴ را نمایش می‌دهد که برای شناسایی به یک منطقه مین‌گذاری شده در خاک عراق می‌رود و ۱۷ روز تمام با پایی زخمی انتظار می‌کشد تا بالاخره به کمکش می‌آیند ولی…

## بازیگران
- بابک حمیدیان در نقش هرمز
- طناز طباطبایی در نقش هاوژین
- سلمان فرخنده در نقش اکبر
- فرزین صابونی در نقش فیروز

## سی و دومین دوره جشنواره فیلم فجر
| قسمت                       | نامزد      | نتیجه    | جایزه |
| -------------------------- | ---------- | -------- | ----- |
| بهترین جلوه‌های ویژه میدانی | رضا ترکمان | نامزدشده |       |